# Hnilec (wieś)
Hnilec – wieś (obec) na Słowacji położona w kraju koszyckim, w powiecie Nowa Wieś Spiska. Pierwsze wzmianki o miejscowości pochodzą z roku 1290.
Według danych z dnia 31 grudnia 2012, wieś zamieszkiwało 440 osób, w tym 223 kobiety i 217 mężczyzn.
W 2001 roku rozkład populacji względem narodowości i przynależności etnicznej wyglądał następująco:
- Słowacy – 95,05%
- Romowie – 3,67%
- Węgrzy – 0,18%

Ze względu na wyznawaną religię struktura mieszkańców kształtowała się w 2001 roku następująco:
- Katolicy rzymscy – 94,31%
- Grekokatolicy – 0,18%
- Ateiści – 3,3%
- Nie podano – 1,47%